# ブルネイDPMM FC
ドゥリ・ペンギラン・ムダ・マーコタFC (英: Duli Pengiran Muda Mahkota Football Club) とは、ブルネイの首都バンダルスリブガワンを本拠地とするサッカークラブである。略称はDPMM FCだがブルネイ DPMM FCとも呼ばれる。ブルネイ王太子アルムタデー・ビラがオーナーとなっている。
2024-25シーズンまではシンガポールプレミアリーグに、2025-26シーズンよりマレーシア・スーパーリーグに越境参加している。

## 概要
1994年に大学のサッカー部を母体として結成された。2000年に現在のクラブの形になった。ブルネイ・プレミアリーグ優勝経験とリーグカップの優勝も有る。
2004年からシンガポール・カップに参戦。2005年から国内リーグへの参加を見送り、2005-06シーズンのマレーシア・プレミアリーグにそれまでのブルネイ代表チームに代わって参戦。翌2006-07シーズンからはマレーシア・スーパーリーグに2シーズン参戦。しかし、ブルネイ政府がブルネイ・アマチュアサッカー協会 (BAFA) を活動停止させて新しい運営組織を設立したことでマレーシアのリーグには登録できなくなった。そのため2009年はシンガポールのSリーグに招待参加の形で参戦するが、前述のブルネイ政府の行いがFIFAに問題視され、9月29日にFIFAはブルネイに対する活動禁止処分を決定し、DPMMもSリーグから締め出されることになった。
FIFAによる活動禁止処分が解除されたことを受けて、2012年からSリーグに復帰し、2015年に初優勝した。
2019年にシンガポールプレミアリーグ (SPL) で2度目の優勝を果たすが、翌2020年はCOVID-19パンデミックによりシンガポールへの渡航が不可能になったことから10月26日にSPLからの撤退を決めた。2021年も引き続き渡航制限があるためSPLには参加せず、代わってブルネイ・スーパーリーグに参戦することになった。
2023年シーズンより再びSPLに参戦。しかし、2025年5月22日に2024-25シーズン限りでDPMMがSPLから離脱することがシンガポールサッカー協会によって確認された。2025年6月

2025年6月3日、マレーシアフットボールリーグとの間で3シーズンの参加契約を締結。これにより2025-26シーズンよりマレーシア・スーパーリーグに参戦することが正式に決定した。

## タイトル

### ブルネイ
- ブルネイ・プレミアリーグ：2回
  - 2002, 2004
- ブルネイFAカップ：1回
  - 2004
- ブルネイ・スーパーカップ：2回
  - 2002, 2004

### シンガポール
- シンガポール・プレミアリーグ：2回
  - 2015, 2019
- Sリーグ・カップ：3回
  - 2009, 2012, 2014

### 国際大会
- AFCチャンピオンズリーグ：1回出場
  - 2002-03 2回戦敗退
- 東南アジアクラブ選手権：2回出場
  - 2003 1回戦敗退
  - 2005 3位

## マレーシア・スーパーリーグ所属時の成績
- 2005-06 プレミアリーグ・グループA3位
- 2006-07 スーパーリーグ3位
- 2007-08 スーパーリーグ10位

## シンガポール・カップの成績
- 2004 1回戦敗退
- 2005 1回戦敗退
- 2006 1回戦敗退
- 2007 1回戦敗退
- 2008 1回戦敗退
- 2009 準々決勝敗退

## Sリーグ・カップの成績
- 2009 優勝

## 現所属メンバー
2017年3月17日現在 
注：選手の国籍表記はFIFAの定めた代表資格ルールに基づく。
| No. | Pos. |                | 選手名                       |
| --- | ---- | -------------- | ---------------------------- |
| 1   | GK   | ブルネイ       | アリザンダ・シトム           |
| 2   | DF   | ブルネイ       | レドゥアン・ペタラ           |
| 3   | DF   | ブルネイ       | アブドゥル・ムイズ・シサ     |
| 4   | DF   | ブルネイ       | アワンク・ファカラッジ       |
| 5   | DF   | ブルネイ       | ハニフ・ハミル               |
| 6   | MF   | ブルネイ       | アズワン・サレハ             |
| 7   | MF   | ブルネイ       | アズワン・アリ・ラーマン     |
| 8   | MF   | ブルネイ       | ヘンドラ・アザム             |
| 9   | FW   | アイルランド島 | ビリー・メフメト             |
| 10  | MF   | ブルネイ       | ヌル・イクワン・オスマン     |
| 11  | MF   | ブルネイ       | ナジブ・タリフ               |
| 12  | MF   | ブルネイ       | マウドゥディ・ヒルミ・カスミ |
| 13  | MF   | ブルネイ       | ロスミン・カミス()           |

| No. | Pos. |          | 選手名                                   |
| --- | ---- | -------- | ---------------------------------------- |
| 14  | DF   | ブルネイ | ヘルミ・ザムビン                         |
| 15  | MF   | ブルネイ | アジム・イザムディン・スハイミ           |
| 16  | MF   | ブルネイ | カイルル・アンワル・アブドゥル・ラーヒム |
| 17  | MF   | ブルネイ | アブドゥル・アフィク・ロスラン           |
| 18  | MF   | ブルネイ | アミヌディン・ザクワン・タヒル           |
| 19  | FW   | ブラジル | ハマゾッチ                               |
| 20  | FW   | ブルネイ | アディ・サイード                         |
| 21  | DF   | フランス | フランソワ・マルケ                       |
| 22  | FW   | ブルネイ | シャーラーゼン・サイード                 |
| 23  | DF   | ブルネイ | ユラ・インデラ・プテラ                   |
| 24  | GK   | ブルネイ | ムイズディン・イスマーイール             |
| 25  | GK   | ブルネイ | ワルドゥン・ユソフ                       |

## 歴代所属選手
- 伊藤壇 2006
- アリ・アシファク 2007-2008
- ハファエル・ハマゾッチ・デ・クアドロス 2015-2017
- 笹原脩平 2020